# Gloria DeHaven
Gloria Mildred DeHaven (ur. 23 lipca 1925 w Los Angeles, zm. 30 lipca 2016 w Las Vegas) – amerykańska aktorka filmowa i telewizyjna.
Była córką aktorów wodewilowych: Cartera DeHaven i Flory Parker-DeHaven. Na ekranie zadebiutowała już jako 11-letnia dziewczynka niewielką rolą w filmie Charliego Chaplina Dzisiejsze czasy (1936). Niebawem podpisała kontrakt z wytwórnią MGM i zaczęła regularnie występować w filmach. Pomimo kilku znaczących ról nie udało się jej jednak osiągnąć statusu wielkiej gwiazdy. Po tym, gdy w połowie lat 40. urodziła dwójkę dzieci, ograniczyła swoje występy, co zastopowało rozwój jej aktorskiej kariery.

## Życie prywatne
Była czterokrotnie zamężna i 4 razy się rozwodziła. Urodziła czwórkę dzieci; dwoje ze związku z pierwszym mężem (John Payne) i kolejną dwójkę ze związku z trzecim mężem (Richard Fincher). Zmarła 30 lipca 2016 w Las Vegas z powodu powikłań spowodowanych udarem mózgu.

## Filmografia
Filmy:
- Dzisiejsze czasy (1936) jako siostra Ellen
- Susan i Bóg (1940) jako Enid
- Dwulicowa kobieta (1941) jako debiutantka w toalecie
- Dwie dziewczyny i żeglarz (1944) jako Jean Deyo
- The Thin Man Goes Home (1945) jako Laurabelle „Laura” Ronson
- Letnie wakacje (1948) jako Muriel McComber
- Summer Stock (1950) jako Abigail Falbury
- Trzy krótkie słowa (1950) jako pani Carter De Haven
- Won Ton Ton – pies, który ocalił Hollywood (1976) jako dziewczyna prezydenta
- Morska przygoda (1997) jako Vivian

Seriale TV:
- Gunsmoke (1955-75) jako Carrie (gościnnie, 1974)
- Prawo Burke’a (1963-66) jako Connie French (gościnnie, 1964)
- Quincy (1976-83) jako Doreen (gościnnie, 1977)
- Wyspa Fantazji (1978–1984) jako pani Brennan/Sophie (gościnnie, 1978 i 1982)
- Statek miłości (1977–1986) jako Florence Dolan/Mary Halbert (gościnnie, 1983 i 1986)
- Autostrada do nieba (1984-89) jako Phoebe Hall (gościnnie, 1987)
- Napisała: Morderstwo (1984-96) jako Phyllis Grant (gościnnie, 1987 i 1989)
- Dotyk anioła (1994−2003) jako Beverly (gościnnie, 2000)